# 弗雷澤群島

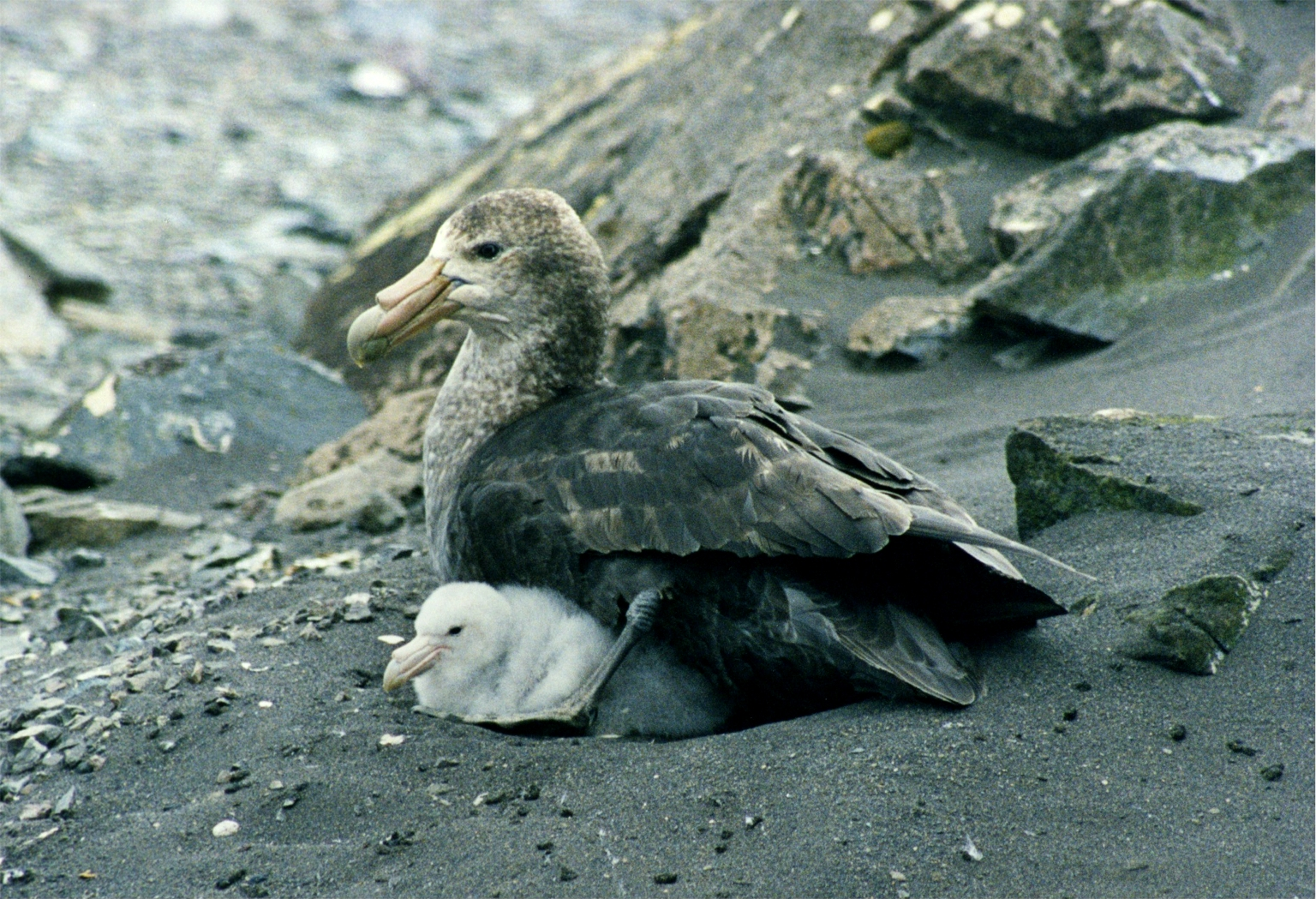

弗雷澤群島（英語：Frazier Islands）是南極洲的群島，位於文森灣，處於克拉克半島西北面15公里，由內利島、德瓦特島和查爾頓島3座島嶼組成，現時由南極條約體系管理。